# Carmen Verlichak
Carmen Verlichak es una escritora y licenciada en Letras argentina de ascendencia croata.
Nació en Madrid. Recibió la licenciatura en Letras en la Universidad Católica Argentina con una tesis sobre La montaña mágica de Thomas Mann. 
Fue profesora en distintas especialidades en la UCA y la UNTreF. Fue también asesora literaria en la Biblioteca Nacional.
Es académica del Museo Manuel Belgrano y colaboradora, entre otros medios, del diario La Nación de Buenos Aires y Vjesnik, de Croacia.

## Obra
- Edipo y sus hermanos / To je bilo ovako, edición bilingüe castellano-croata, Ed. Krivodol Press, 2009.
- Croacia, cuadernos de un país, Ed. Krivodol Press, 2009.
- Crónicas de campo y pueblo, Ed. Krivodol Press, 2008.
- Los croatas de la Argentina, Ed. Krivodol Press, 2004 y 2006.
- María Josefa Ezcurra, el amor prohibido de Belgrano, Ed. Sudamericana 1998 y 200 y Ed. Krivodol Press, 2007.
- Dos vascos por el mundo, knjiga putovanja, Ed. Krivodol Press, 1997.
- Las Diosas de la Belle Époque, Ed. Atlántida, 1996.
- Mujeres de la imagen, Ed. Planeta, 1992.